# Teofilo Patini
Teofilo Patini (Castel di Sangro, 5 maggio 1840 – Napoli, 16 novembre 1906) è stato un pittore italiano.

## Biografia

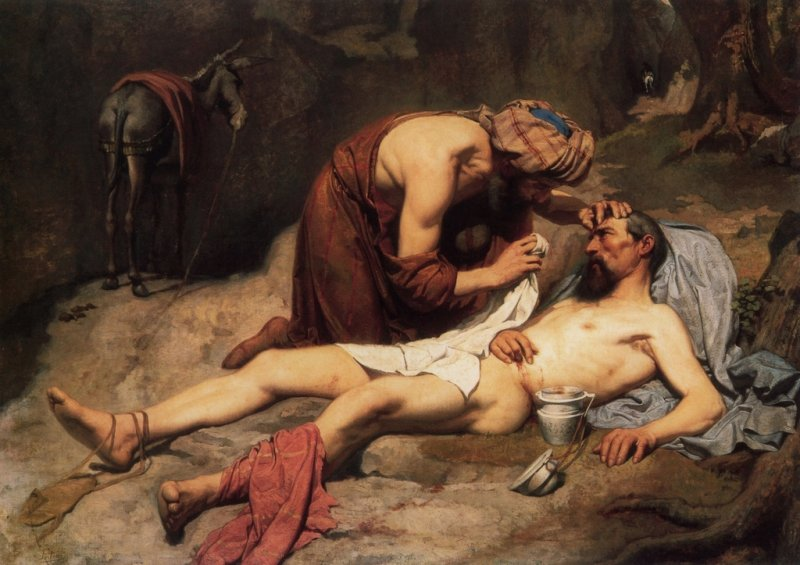
Buon samaritano, 1859

Nativo di Castel di Sangro, in provincia dell'Aquila, terzo dei dieci figli di Giuseppe, cancelliere di Giudicato Regio, poi notaio, e Maria Giuseppa Liberatore, appartenente a una famiglia benestante. Studiò inizialmente filosofia all'Università di Napoli, prima di iscriversi nel luglio del 1856 ai corsi di pittura dell'Accademia di belle arti della stessa città. Ebbe come maestri Giuseppe Mancinelli, Giovanni Salomone e Biagio Molinari e si legò presto al gruppo di pittori che faceva capo a Filippo Palizzi, di cui fu fervente allievo.
Fece viaggi di studio a Firenze (1868) e a Roma (1870), per poi tornare a Castel di Sangro nel 1873. Si trasferì quindi a L'Aquila dove nel 1882 fondò la "Scuola di Arti e Mestieri", nella quale studiarono, tra gli altri, Domenico Cifani, Giovanni Feneziani e Tito Pellicciotti. Nel capoluogo abruzzese Patini ebbe dimora e stabilì il suo atelier nel monumentale palazzo Ardinghelli, nel quarto di Santa Maria, di proprietà della famiglia Cappelli. Nel 1898 partecipò all'Esposizione generale italiana a Torino.
Nel 1896 fu iniziato in massoneria nella loggia aquilana, intitolata a Fabio Cannella, e nei primi anni del Novecento fu membro della loggia Cosmogenesi, nella stessa città. Una delle ultime opere fu l'affresco dell'aula magna dell'Università di Napoli.
Dimorò a L'Aquila per lungo tempo prima di rientrare, poco prima della morte, nella sua città natale. Nel 1873 da Teresa Tamposchi ebbe Giuseppina. È stato sepolto nel cimitero monumentale di Poggioreale a Napoli, nel settore dedicato agli artisti.

### Genere e finalità delle sue opere
Da profondo e puro socialista qual era, dipinse quadri ritraenti la civiltà contadina abruzzese di fine Ottocento e primi del Novecento, mettendo in rilievo la «condizione di povertà della regione» e la «capacità di resistenza e di sacrificio della popolazione»; oltre che la sua profonda passione, la pittura fu il megafono con il quale urlava al mondo le misere condizioni del suo popolo, megafono che idealmente consegnerà a Ignazio Silone, lo scrittore di Fontamara.
In particolare, tre sue opere ebbero una forte connotazione politica e per questo vengono considerate come facenti parte di una "trilogia sociale": Vanga e latte, L'erede e Bestie da soma. Si dedicò anche a rappresentare immagini sacre, in dipinti e affreschi.
A proposito del dipinto L'erede, così scrisse Giovanni Fattori a Primo Levi, a febbraio 1903: «Io debolmente manderò i miei soldati che combatterono p. l'indipendenza ricompensati con il pro patria  da lei conosciuto, di più ho frugato nelle piaghe sociali e ho trovato un povero birrociaio che li more il vecchio cavallo - Miseria - il verismo li ha dato L'erede che è nella galleria M. - e mi dica un poco confronti questo capo d'opera di vero e di sentimento con le belle figure del Sartorio nude - più grandi del vero sconcie senza nulla dire, e nulla fare - qua si piange là si sbadiglia.»

### Pinacoteca Patiniana e altri musei

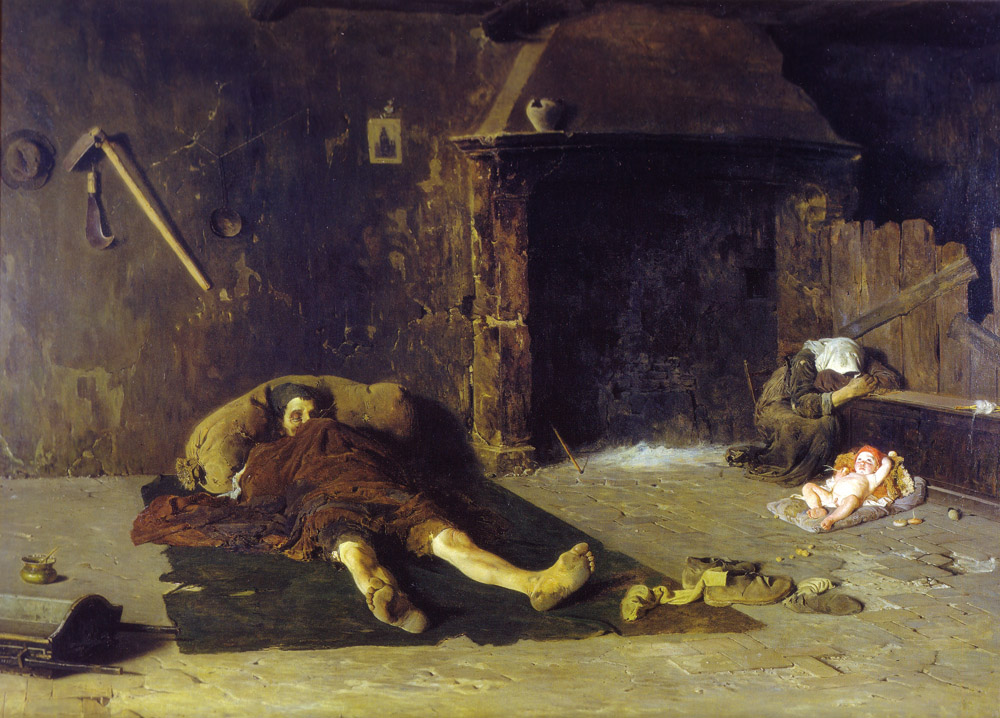
L'erede, 1880

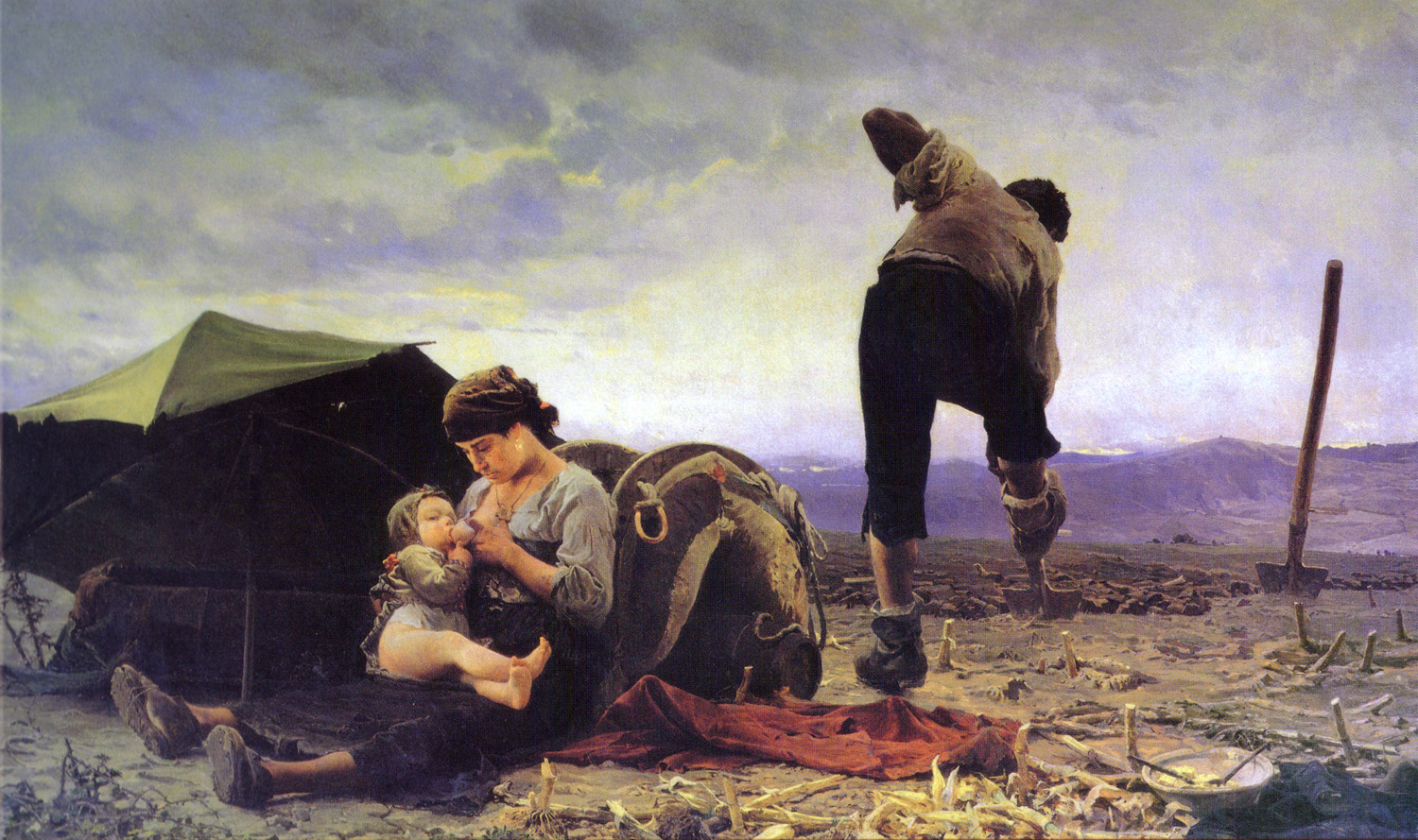
Vanga e latte, 1884

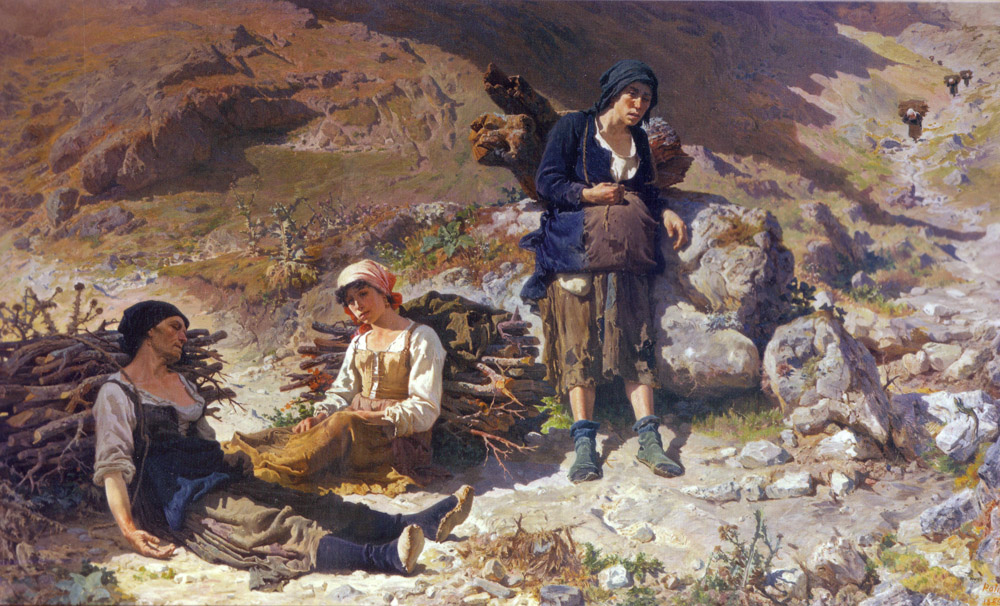
Bestie da soma, 1886

All'interno di Palazzo De Petra a Castel di Sangro c'è la pinacoteca Patiniana, una mostra permanente interamente dedicata alle opere del Patini e dei suoi allievi. Tra le opere di grande importanza storico-artistica spicca il maestoso Bestie da soma, conservato fino al 2009 presso il palazzo del Governo in L'Aquila e ivi traslato temporaneamente a seguito del terremoto del 6 aprile dello stesso anno. Nei locali della pinacoteca Patiniana si tengono anche mostre temporanee.
A Napoli, alla Galleria dell'Accademia di belle arti, si conservano tre opere di Teofilo Patiniː Edoardo III e i prigionieri di Calais, 1868, olio su tela, 60x35 cm, saggio di scuola e primo posto per il Pensionato di pittura a Firenze; Zingara, olio su tela, 1870, 53x88 cm, bozzetto del saggio per il Pensionato di Roma; L'erede, 1875, olio su tela, 300x206 cm., acquistato nel 1906

## Opere principali

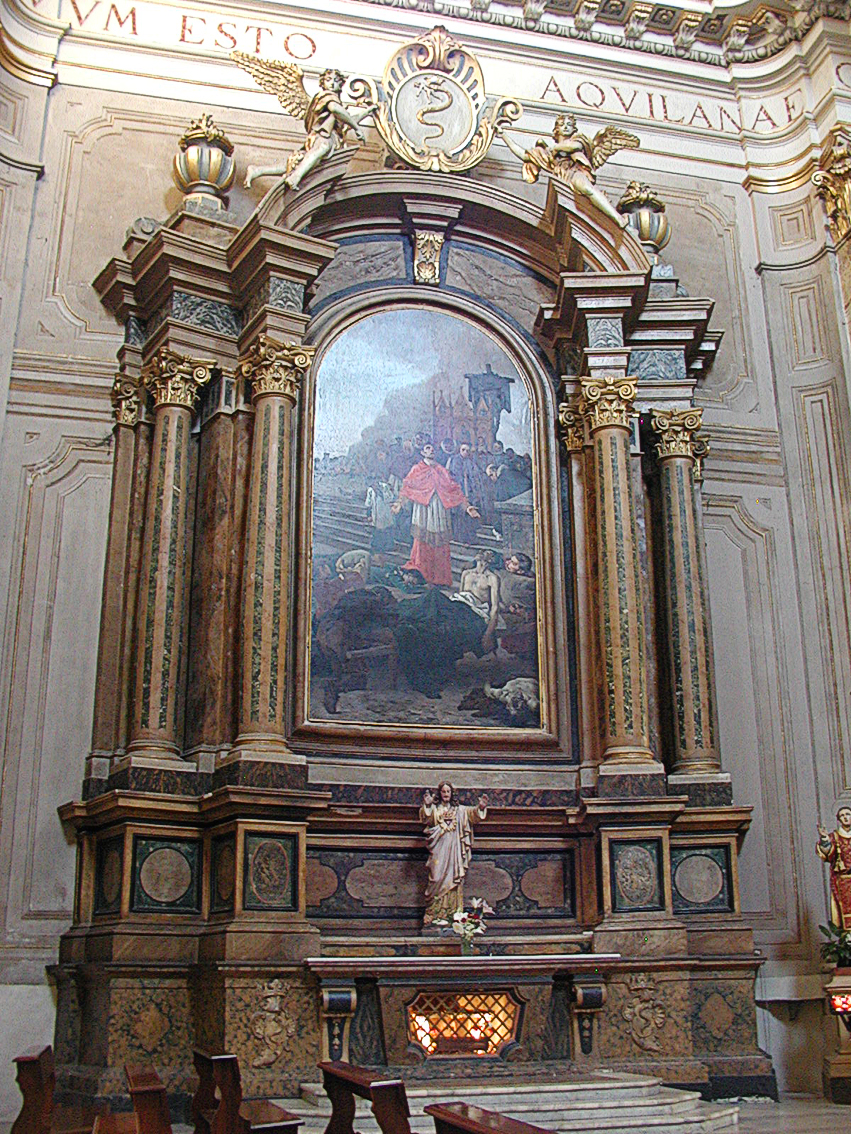
Duomo di L'Aquila, cappella con il San Carlo Borromeo tra gli appestati, perduto nel terremoto del 2009

- Gesù orante nell'orto degli ulivi, Castel Frentano, cappella della scuola materna A. R. Caporali
- La prima lezione di equitazione (2 versioni), pinacoteca Patiniana, Castel di Sangro
- La catena
- Le tre orfanelle
- La guardiana delle oche (1873)
- Morte di Jacopo Ortis (1873 ca.), collezione Buzzelli, Novara
- Il ciabattino (1873), collezione d'arte del Banco di Napoli
- Case di campagna (1874), conservato nella Pinacoteca, mostra il borgo vecchio di Castel di Sangro
- I notabili del mio paese (1878)
- L'erede (2 versioni, 1880), Galleria nazionale d'arte moderna e contemporanea, Roma
- Vanga e latte (2 versioni, 1884), Ministero delle politiche agricole alimentari e forestali, Roma
- L'Aquila (affresco), ispirato al ratto di Ganimede, presso la volta dell'aula di lettura della biblioteca provinciale Salvatore Tommasi (L'Aquila) nel palazzo del Convitto (1883 ca.)
- Contadina abruzzese e sfondo di paesaggio (1884), collezione privata, L'Aquila
- Bestie da soma (1886), Castel di Sangro, Pinacoteca, proveniente dall'ex palazzo della Prefettura dell'Aquila
- Pulsazioni e palpiti (1891-99), pinacoteca Patiniana, Castel di Sangro
- Pancia e cuore (1890 ca.), Pinacoteca, Castel di Sangro
- L'Angelo Custode (1892 ca.), chiesa di San Demetrio martire, San Demetrio ne' Vestini (AQ)
- Angolo di Castel di Sangro, o Via Paradiso (1890 ca.) L'Aquila, collezione privata
- Cristo Crocifisso (1896), cappella della Basilica di San Pelino, Corfinio
- Decorazioni delle sale dell'hotel Baiocco (1895), L'Aquila, corso Vittorio Emanuele
- Nudo patriottismo (1895), Museo provinciale di Bari
- Sant'Antonio di Padova incoronato da Gesù Bambino (1898), cappella di Sant'Antonio, santuario della Madonna della Libera, Pratola Peligna
- Visione di Sant'Antonio di Padova - I Quattro Evangelisti (1898), santuario della Madonna della Libera
- I Bravi
- Il Volto Santo (1894 ca.), convento dei Cappuccini di Manoppello, ossia santuario del Volto Santo
- Il pifferaio (1880?), collezione privata, L'Aquila, esposto nella pinacoteca Patiniana
- San Carlo Borromeo tra gli appestati, tela del transetto sinistro del Duomo dell'Aquila (1900), distrutto dal terremoto del 2009
- Allegoria della Redenzione (1901-1903), collezione privata, L'Aquila
- Testa di frate, Galleria Ricci Oddi, Piacenza
- Pastore abruzzese, collezione privata
- Vari ritratti femminili abruzzesi, collezione privata
- Ritratto di vecchia popolana abruzzese, collezione privata
- Paesaggio sul Sangro, con contadine, collezione privata
- Strada di paese con persone, collezione privata

## Omaggi
- A Patini è intitolato lo stadio di Castel di Sangro e dedicato un monumento in bronzo, realizzato dall'artista Antonio D'Acchille, situato all'incrocio di via XX Settembre e il corso Vittorio Emanuele con piazza Caduti del 1943, in cui il pittore è mostrato nell'atto di dipingere. Dalla tavolozza si dipanano intrecci e festoni, e una musa dall'aspetto muliebre abruzzese.
- Nella sua provincia sono inoltre numerose scuole a portare il suo nome, tra cui l'istituto Comprensivo T. Patini dell'Aquila e il liceo scientifico di Castel di Sangro.
- La massoneria locale gli ha intitolato le logge dell'Aquila e di Avezzano.
- A L'Aquila era dedicata a Patini una monumentale statua di bronzo, costruita nel 1925 e posta nel piazzale antistante il teatro comunale, opera di Sebastiano Tarquini, allievo del Patini. Nel 1940 fu fusa per armi belliche.